# Felipe Carrillo Puerto, Chiapas
Felipe Carrillo Puerto är en ort i Mexiko.   Den ligger i kommunen Las Margaritas och delstaten Chiapas, i den sydöstra delen av landet, 900 km öster om huvudstaden Mexico City. Felipe Carrillo Puerto ligger 1 444 meter över havet och antalet invånare är 360.
Terrängen runt Felipe Carrillo Puerto är kuperad norrut, men söderut är den bergig. Runt Felipe Carrillo Puerto är det ganska glesbefolkat, med 30 invånare per kvadratkilometer. Närmaste större samhälle är Santa Rita el Vergel, 14,7 km söder om Felipe Carrillo Puerto. I omgivningarna runt Felipe Carrillo Puerto växer i huvudsak städsegrön lövskog.